# Héctor Babenco
Héctor Eduardo Babenco (7. února 1946 Buenos Aires, Argentina – 13. července 2016 São Paulo, Brazílie) byl brazilský filmový režisér, scenárista, producent i herec. Působil v mnoha zemích včetně Argentiny, Brazílie a USA. Mezi jeho nejznámější filmy patří: Pixote (1980), Kiss of the Spider Woman (1985), Ironweed (1987) a At Play in the Fields of the Lord (1990).

## Život
Héctor Babenco se narodil 7. února 1946 v Buenos Aires a vyrůstal v Mar del Plata. Jeho otec, Jaime Babenco, byl argentinský gaučo ukrajinského původu a matka, Janka Haberbergová, byla polská imigrantka, pocházející z židovské rodiny. Domov opustil po dovršení osmnácti let a vydal se do Evropy. Vykonával různé pomocné práce ve filmových studiích, až se posléze stal asistentem předních režisérů, jako byli Mario Bava, Sergio Corbucci a Mario Camus.
V roce 1969 se vrátil do Brazílie, usídlil se v São Paulu a natočil několik dokumentárních filmů. Mezi nimi vynikl film o brazilském automobilovém závodníkovi Emersonu Fittipaldim (O Fabuloso Fittipaldi, 1973). Svůj první hraný film, romantické drama na motivy Dona Juana, O Rei da Noite (Král noci) natočil v roce 1975.
První velký úspěch mu přinesl film Lucio Flavio (1977) o velké bankovní loupeži z počátku sedmdesátých let. Mezinárodní uznání získal za hraný dokument Pixote: A Lei do Mais Fraco (1981), který je syrovým, až naturalistickým, zobrazením života mladých kriminálníků v São Paulu. Tento film bývá srovnáván s neorealistickými filmy, jako byly např. Děti ulice (Sciuscià, 1946) Vittoria De Sicy či Zapomenutí (Los Olvidados, 1950) Luise Buñuela. Realita filmu byla dovršena, když byl představitel hlavní role v roce 1987 zabit při pouličním střetu s policií.
Dalším významným filmem se stal film z vězeňského prostředí Polibek pavoučí ženy (Kiss of the Spider Woman, 1985), který byl odměněn dvěma Oscary. Na Oscara byl rovněž nominován film Jako nepoddajný plevel (Ironweed, 1987), ve kterém v hlavních rolích zazářili Jack Nicholson a Meryl Streepová. Cenu Los Angeles Film Critics Association získal film Hráči na vinici Páně (At Play in the Fields of the Lord, 1991).
V roce 1994 Babenco podstoupil transplantaci kostní dřeně. K natáčení se vrátil po čtyřech letech filmem Osvícené srdce (Foolish Heart, 1998), autobiografickou ságou umístěnou do Mar del Plata, kde Babenco strávil mládí. Posledním Babencovým filmem byl rovněž autobiograficky laděný film My Hindu Friend (2015).

## Dílo
- O Fabuloso Fittipaldi (dokumentární, 1973)
- O Rei da Noite (1975)
- Lúcio Flávio, o Passageiro da Agonia (1977)
- Pixote: A Lei do Mais Fraco (1981)
- A Terra é Redonda Como uma Laranja (dokumentární, 1984)
- Polibek pavoučí ženy (Kiss of the Spider Woman, 1985)
- Jako nepoddajný plevel (Ironweed, 1987)
- Hráči na vinici Páně (At Play in the Fields of the Lord, 1991)
- Osvícené srdce (Corazón iluminado, 1996)
- Vzpoura ve věznici Carandiru (2003)
- Carandiru, Outras Histórias (TV série, 2005)
- El pasado (2007)
- Palabras de dioses (2014)
- My Hindu Friend (2015)